# Green Springs (Ohio)
Green Springs er en landsby i Sandusky County, Ohio, USA. Byens befolkning blev 1.368 i 2010. Mineral Springs, den største naturlige svovlkilde i verden, ligger i Green Springs.

## Geografi
Green Springs har et areal på 3,13 km², og ligger 216 m.o.h.

## Bystyre
Green Springs' borgmester er Adam Greenslade.

## Uddannelse
Green Springs har én elementary school; Green Springs Elementary School. Denne elementary school er en del af skoledistriktet Clyde-Green Springs Schools, og er den eneste skole i skoledistriktet, der ligger i Green Springs og ikke i Clyde.

## Externe henvisninger
- Wikimedia Commons har flere filer relateret til Green Springs (Ohio)
- Green Springs' officielle webside (engelsk)